# Большая Ягъёль
Большая Ягъёль (устар. Большая Яг-Йоль) — река в Берёзовском районе Ханты-Мансийского автономного округа. Устье реки находится в 109 км по левому берегу реки Хулга. Длина реки составляет 27 км.

## Данные водного реестра
По данным государственного водного реестра России относится к Нижнеобскому бассейновому округу, водохозяйственный участок реки — Северная Сосьва, речной подбассейн реки — Северная Сосьва. Речной бассейн реки — (Нижняя) Обь от впадения Иртыша.